# بيت النش (الحيمة الداخلية)

تعديل مصدري - تعديل

بيت النش هي إحدى قرى عزلة الأحبوب بمديرية الحيمة الداخلية التابعة لمحافظة صنعاء، بلغ تعداد سكانها 464 نسمة حسب تعداد اليمن لعام 2004.